# Voo Air Canada 759
O Voo Air Canada 759 (ICAO: ACA759) foi um voo operado por um Airbus A320-211 que quase sofreu um acidente no Aeroporto Internacional de São Francisco no Condado de San Mateo, Califórnia, Estados Unidos. O voo, que se originou no Aeroporto Internacional Pearson de Toronto, havia sido liberado pelo controle de tráfego aéreo para pousar na pista 28R de São Francisco e estava na aproximação final para pousar naquela pista; no entanto, em vez de se alinhar com a pista, a aeronave se alinhou com a pista de táxi paralela em que quatro aviões de passageiros totalmente carregados e abastecidos foram parados aguardando autorização de decolagem. A tripulação de voo iniciou uma arremetida antes do pouso, após o que pousou sem mais incidentes. A aeronave na pista de táxi partiu para seus destinos pretendidos sem maiores incidentes.
O NTSB determinou que a causa provável foi a confusão da pista com a pista de táxi paralela da tripulação de voo da Air Canada, com causas contribuintes, incluindo a falha da tripulação em usar o sistema de pouso por instrumentos (ILS), bem como a fadiga do piloto [en]. Um piloto aposentado afirmou que a confusão da pista [en] que quase aconteceu "provavelmente chegou perto do maior desastre de aviação da história" já que cinco aviões e potencialmente mais de 1 000 passageiros estavam em risco iminente.

## Aeronave
A aeronave que operava o AC759 naquela noite era o C-FKCK, um Airbus A320-211. A aeronave tinha 24,5 anos no dia do incidente, voando pela primeira vez em dezembro de 1992.
Uma das aeronaves envolvidas era um Boeing 787-9 da United Airlines prefixo N29961, operando o voo UAL 1, e um outro um Boeing 787-9 da United Airlines prefixo N13954, operando o voo UAL 863, que tinham capacidade para 252 passageiros.
Também tinha um Boeing 737-900ER prefixo N62895, operando o voo UAL 1118, com capacidade para 179 passageiros, e por fim, um Airbus A340-300 da Philippine Airlines prefixo RP-C3441, operando o voo PAL 115, com capacidade para 254 passageiros.

## Incidente

Diagrama da pista 28R e da Taxiway C no SFO. AC759 erroneamente alinhados para pousar na Taxiway C, mostrada com a linha azul pontilhada, em vez da pista 28R, mostrada com a linha tracejada branca, antes de ser ordenado a abortar o pouso.

Às 23h46min, horário local, o voo 759 da Air Canada, transportando 135 passageiros e 5 tripulantes, foi liberado para pousar no SFO na pista 28R. A pista adjacente 28L havia sido fechada às 22h, horário local, e suas luzes estavam apagadas, exceto por um "X" de 6,2 m de largura piscando na cabeceira leste da pista. O capitão estava voando a aeronave e o primeiro oficial estava monitorando. Os dois pilotos do AC759 reconheceram que confundiram a pista 28R com a 28L e, portanto, alinharam para pousar na pista de táxi paralela C, embora as pistas e pistas de táxi estejam iluminadas com cores diferentes e intensidades. Os resultados preliminares da investigação pós-evento observaram que a pista 28R e a pista C estavam acesas nas configurações padrão (em cores diferentes), e o sistema automático de informação terminal estavam atualizadas e informaram que 28L estava fechado e apagado. De acordo com os resultados preliminares da investigação do NTSB, como o tempo estava limpo, o piloto do AC759 não foi obrigado a utilizar o sistema de pouso por instrumentos e confiou em uma Aproximação visual [en], como típico para as condições predominantes.

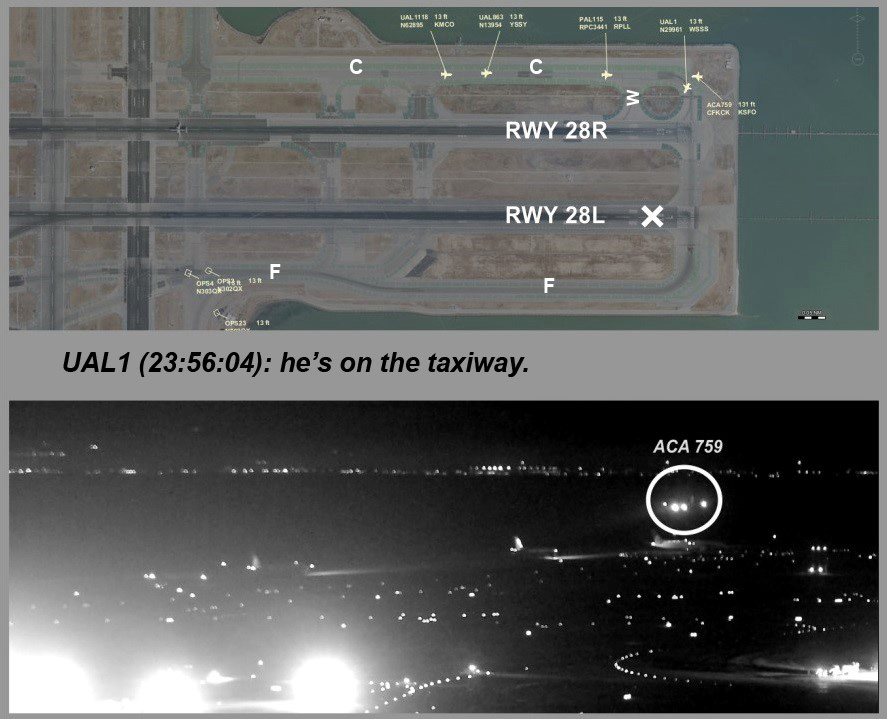
O AC759 quase colidindo com as aeronaves na pista de táxi

A pista de táxi C continha quatro aviões, três da United Airlines e um da Philippine Airlines, na fila para decolar. Às 23h55min46, hora local, ao avistar luzes de aeronaves a aproximadamente 1,1 km da pista, o piloto do AC759 perguntou à torre se ele estava liberado para pousar na 28R, ao que o controlador de tráfego aéreo respondeu às 23h55min56, "Não há ninguém no 28R além de você", quando o AC759 estava a aproximadamente 0,3 milhas (0,48 km) da cabeceira da pista. Os pilotos do AC759 "não se lembravam de ter visto aeronaves na Taxiway C, mas algo não parecia certo para eles" de acordo com um resumo da entrevista pós-incidente. A tripulação do Philippine Airlines 115 (PR115) acendeu as luzes de pouso para alertar o AC759 de que eles estavam alinhados na pista de táxi. O piloto da United Airlines 1 (UA001), o primeiro da fila para a decolagem, interrompeu o tráfego de rádio às 23h56min e perguntou: "Onde esse cara está indo? Ele está na pista de táxi". O controlador de tráfego aéreo então ordenou que o AC759 abortasse o pouso às 23h56min10 dizendo "parece que você estava alinhado para o Charilie (pista de táxi C) aí". AC759 já havia começado a subir antes da ordem de arremetida.
Depois, o piloto do UA001 transmitiu por rádio para a torre dizendo: "A Air Canada voou diretamente sobre nós", e o controlador de tráfego aéreo respondeu: "Sim, eu vi isso, pessoal". Durante a primeira abordagem, AC759 voaram para 0,40 km ao longo da pista de táxi C, desceu para uma altitude tão baixo como 81 pés (25 m) e aproximou-se tão perto quanto 29 pés (8,8 m) lateralmente para o quatro aviões esperando na pista de táxi C antes de ser ordenado a abortar o pouso. De acordo com o gravador de dados de voo, os pilotos avançaram os manetes quando o AC759 estava 85 pés (26 m) acima do solo e a altitude mínima era 59 pés (18 m), aproximadamente 2,5 segundos após as alavancas de empuxo terem sido avançadas. Após uma reconstrução dos eventos, um piloto não envolvido no incidente observou que se o AC759 tivesse esperado mais cinco segundos antes de parar, teria colidido com o terceiro avião (UAL 863) na pista de táxi. Havia também menos de 14 pés (4,3 m) de separação entre a parte inferior da aeronave da Air Canada e a cauda do Airbus A340 da Philippine Airlines.
O SFO foi o primeiro aeroporto nos Estados Unidos a instalar um sistema de Airport Surface Surveillance Capability [en] (ASSC), que deveria ter alertado a torre de um potencial conflito entre os movimentos da pista e da pista de táxi.  AC759 desapareceu do display ASSC do controlador local por doze segundos, entre às 23h55min52 e 23h56min04, hora local (desde logo após o piloto do AC759 pedir confirmação de que 28R estava limpo, até o momento em que o UA001 o piloto observou que o AC759 estava alinhado para a pista de táxi C), pois o AC759 estava muito longe do 28R.
O AC759 completou sua volta e pousou sem incidentes após a segunda abordagem. Um único controlador de tráfego aéreo estava monitorando as frequências de solo e torre, que normalmente seriam controladas por dois controladores.

## Investigação
O incidente não foi considerado reportável sob os atuais regulamentos federais, mas o ex-presidente do NTSB Jim Hall o chamou de "o quase acidente mais significativo que tivemos nesta década" e instou o NTSB a reavaliar esses requisitos de relatório. O Conselho Nacional de Segurança nos Transportes (NTSB) foi informado do incidente em 9 de julho e assumiu a liderança da investigação, com a assistência da Administração Federal de Aviação (FAA). O Conselho de Segurança de Transporte do Canadá [en] (TSB) serviu como um facilitador para transmitir informações entre a Air Canada e o NTSB. A TSB divulgou informações preliminares da ocorrência nº A17F0159 em 11 de julho de 2017. O NTSB atribuiu o número de identificação DCA17IA148 ao incidente.
Um piloto aposentado afirmou que o SFO requer "voo de precisão", pois as duas pistas (28R e 28L) são separadas lateralmente por 750 pés (230 m), e a pista de táxi C é separada de 28R por menos de 500 pés (150 m). Outros pilotos apontaram que algumas companhias aéreas exigem que todas as aeronaves usem o sistema de pouso por instrumentos (ILS) independentemente do clima ou da visibilidade, o que teria levado a tripulação a perceber que não estavam alinhados com a pista 28R. Dave Jones, então Comissário de Seguros da Califórnia [en] e passageiro do AC759, escreveu uma carta à Air Canada uma semana após o incidente solicitando sua cooperação com a investigação.
Os resultados preliminares da investigação do NTSB da telemetria do gravador de dados de voo, divulgados em 2 de agosto de 2017, indicam que o AC759 atingiu uma altitude mínima de 59 pés (18 m) acima do nível do solo, comparável à altura da cauda de 55 pés (17,02 m) de um Boeing 787-9, dois dos quais estavam na pista de táxi C. O gravador de voz da cabine foi substituído antes do início da investigação, já que o C-FKCK voou mais três voos em 8 de julho antes do NTSB ser informado do quase acidente em 9 de julho.

### Etapas finais
Em uma reunião do conselho de 25 de setembro de 2018, o NTSB citou como causa provável [en] os pilotos confundirem a pista de táxi C com a pista 28R devido à negligência do fechamento da pista 28L no relatório NOTAM. Os fatores contribuintes incluíram não aproveitar o ILS, que não estava em uso pela tripulação de voo, na abordagem visual do sistema de gerenciamento de voo (FMS); e fadiga do piloto. O relógio biológico da tripulação estava em Toronto 03h Eastern Time: o primeiro oficial não teve descanso significativo por 12h, e o capitão por 19h e ele não poderia voar sob as regras de fadiga dos pilotos dos EUA. Transport Canada [en] planejava trazer seus pilotos regras de descanso de acordo com os padrões internacionais no final de 2018. Novos regulamentos foram anunciados em dezembro de 2018, mais próximos dos padrões internacionais, mas criticados como abaixo do padrão pela Air Canada Pilots Association.
A Federal Aviation Administration (FAA) recebeu seis recomendações: identificar abordagens que exigem uma entrada manual de frequência incomum; exibindo-o visivelmente em cartas aeronáuticas [en]; revisar NOTAMs para priorizar e apresentar informações relevantes; exigir que as aeronaves pousem no espaço aéreo B ou C para alertar os pilotos quando não estiverem alinhados com uma pista; modificar aeroportos para alertar sobre riscos de colisão e mostrar claramente pistas fechadas, pois a iluminação de construção [en] no 28L parecia iluminação de rampa [en].
A Air Canada está simplificando seus gráficos de aproximação no SFO e inclui treinamento específico de SFO em simuladores de aeronaves, treina sua equipe para reduzir o viés de expectativa e modernizará novas aeronaves como o Airbus A220 e o Boeing 737 MAX com dois monitores frontais para melhorar a consciência situacional [en] em abordagens de baixa visibilidade e alto risco.
O NTSB publicou seu relatório final em setembro de 2018; cinco recomendações foram feitas. Como os pilotos demoraram a relatar o incidente, o avião fez outro voo e a gravação de voz da cabine foi gravada. O NTSB afirmou que deseja relatórios de incidentes [en] mais rápidos e considera recomendar a captura das últimas 25 horas, um aumento de duas horas.
Um ex-investigador do NTSB observou deficiências na investigação, criticando o conselho por evitar a introspecção e indicando que é mais reativo do que proativo. O relatório culpa a Air Canada por relatar tarde demais e apagar a gravação de voz, mas observa que o NTSB só exige notificação quando uma aeronave pousa ou sai em uma pista de táxi, ou quando uma colisão é evitada após uma incursão na pista [en], e nada disso aconteceu. Também descarta um acidente comparável na pista de táxi em Seattle-Tacoma pela Alaska Airlines enquanto um Boeing 737-900 estava operando o voo 27, em 19 de dezembro de 2015, ainda em fase de investigação preliminar.

## Consequências
Após o incidente, no início de agosto, a Administração Federal de Aviação modificou procedimentos de pouso noturno no SFO, proibindo abordagens visuais durante a noite, quando uma pista paralela ao lado está fechado e substituindo-os por aproximação por instrumento, seja ILS ou por satélite. A Air Canada parou de usar o voo número 759.